# Decapitação

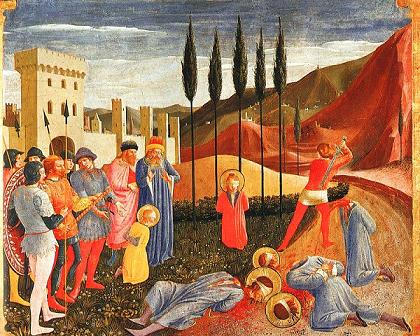
A decapitação dos Santos Cosme e Damião, obra de Fra Angelico

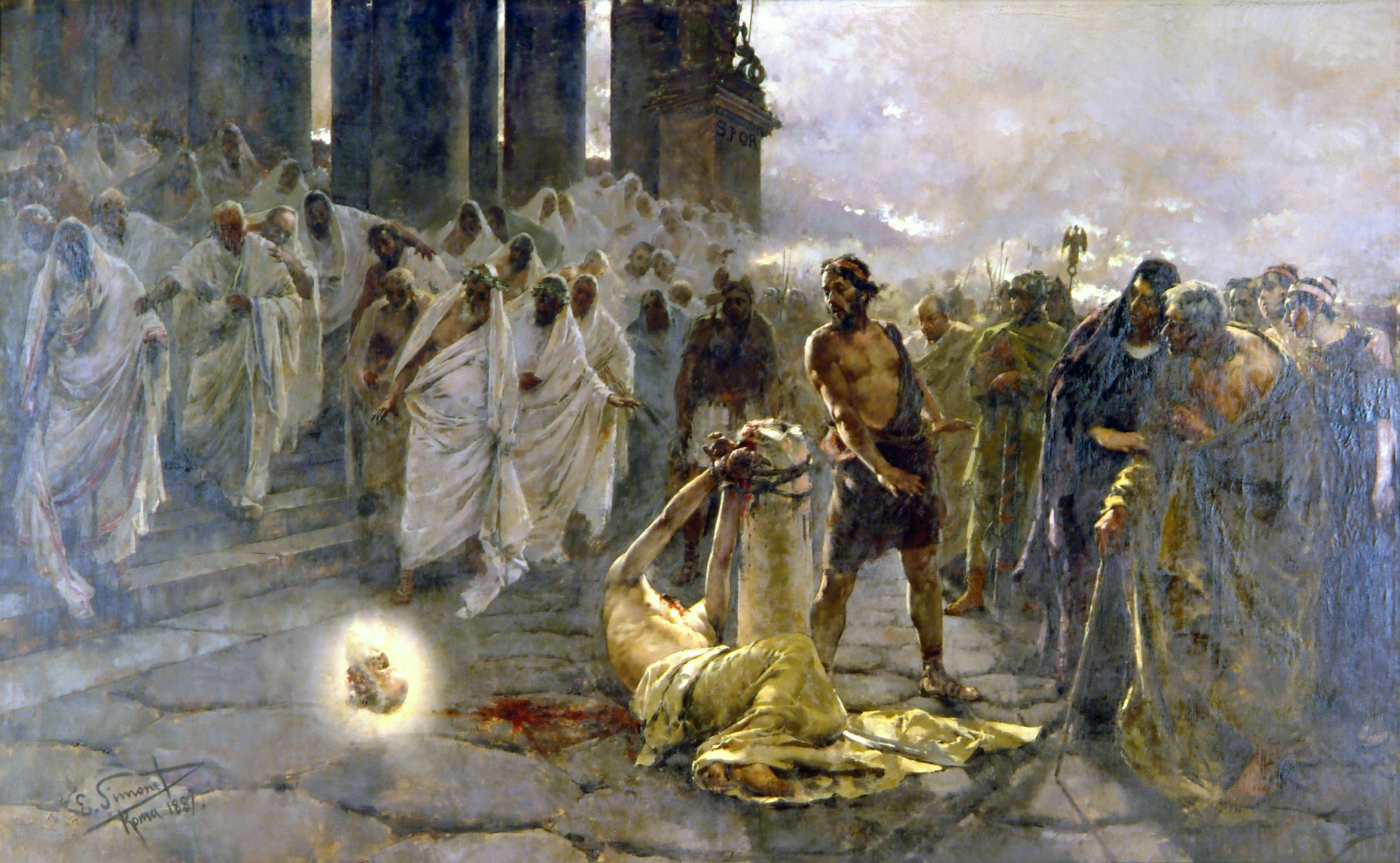
Decapitação de São Paulo por Enrique Simonet, 1887

Decapitação, degolação ou degola é a remoção da cabeça de um ser vivo, de forma acidental ou intencional. Pode acontecer por acidente, através de uma explosão, acidente automobilístico ou industrial ou outro acidente violento. Enquanto método de execução, a decapitação intencional recorre a um instrumento cortante, como faca, espada, machado, guilhotina ou foice, sendo essas ferramentas as mais próprias para essa prática. 
A separação da cabeça do resto do corpo resulta invariavelmente em morte nos humanos: a rápida perda de sangue tanto da cabeça quanto do corpo causa uma queda drástica da pressão sanguínea, seguida de perda de consciência e morte cerebral em segundos.
As leis nacionais da Arábia Saudita, Iémen e Qatar permitem a decapitação; contudo, na prática, a Arábia Saudita e o Irão são os únicos países que continuam a decapitar regularmente os condenados como punição por alegados crimes.
Menos frequentemente, a decapitação pode também referir-se à remoção da cabeça de um corpo que já está morto. Isto pode ser feito para tomar a cabeça como troféu, para exibição pública, para tornar o falecido mais difícil de identificar, ou por diversas outras razões.

## Pena de morte
No passado , a decapitação foi largamente utilizada na Europa como pena de morte; nem sempre com caráter político, mas muitas vezes por causas religiosas. Em algumas culturas, como a Roma e a Grécia antigas, a decapitação era considerada a forma mais honrosa de morte. Costumeiramente, a pena de morte por decapitação era reservada geralmente para reis, nobres e líderes de rebeliões. Na atualidade ainda é utilizado na Arábia Saudita com o uso de espadas. Na Índia bruxas são decapitadas por trazer má sorte e doenças.

### Tempo de consciência
Embora a execução na guilhotina seja realizada de forma rápida, estudos apontam que o cérebro do executado pode permanecer consciente por até 25 segundos após a decapitação.

## Decapitações na Arábia
É comum associar decapitações nos tempos contemporâneos aos países árabes. São existentes muitos vídeos na internet em que estão presentes extremistas islâmicos e rebeldes, isso pode se dar ao fato da tradição árabe de execução por este modo, pois como maior parte da Arábia é deserta e a forma de locomoção mais usada era e ainda é por animais, o melhor modo de comprovar a morte de alguém é mostrando sua cabeça. Porém, ainda hoje, esta tradição é costumeira em países como Síria, Tunísia, Paquistão, Líbia e Arábia Saudita onde é permitida a execução de condenados, com o uso de espadas. Os principais motivos destes atos são a intolerância religiosa, xenofobia, questões políticas como a Guerra Civil Síria e o terrorismo.

## Decapitações no Brasil
Não são raros os casos de decapitações no Brasil, ocorrem em rebeliões prisionais, execuções perpetradas pelo crime organizado, revoltas populares e linchamento. O caso mais antigo de decapitação nas Américas é datado de cerca de 9 000 anos atrás. O crânio foi encontrado por arqueólogos no sítio arqueológico Lapa do Santo, no centro-leste do Brasil, e é 6 000 anos mais velho que a mais antiga decapitação confirmada na América do Sul.

## Caso Mike
Entre 1945 e 1947 foi observado um frango decapitado que sobreviveu por dois anos sem cabeça.

## Decapitações célebres

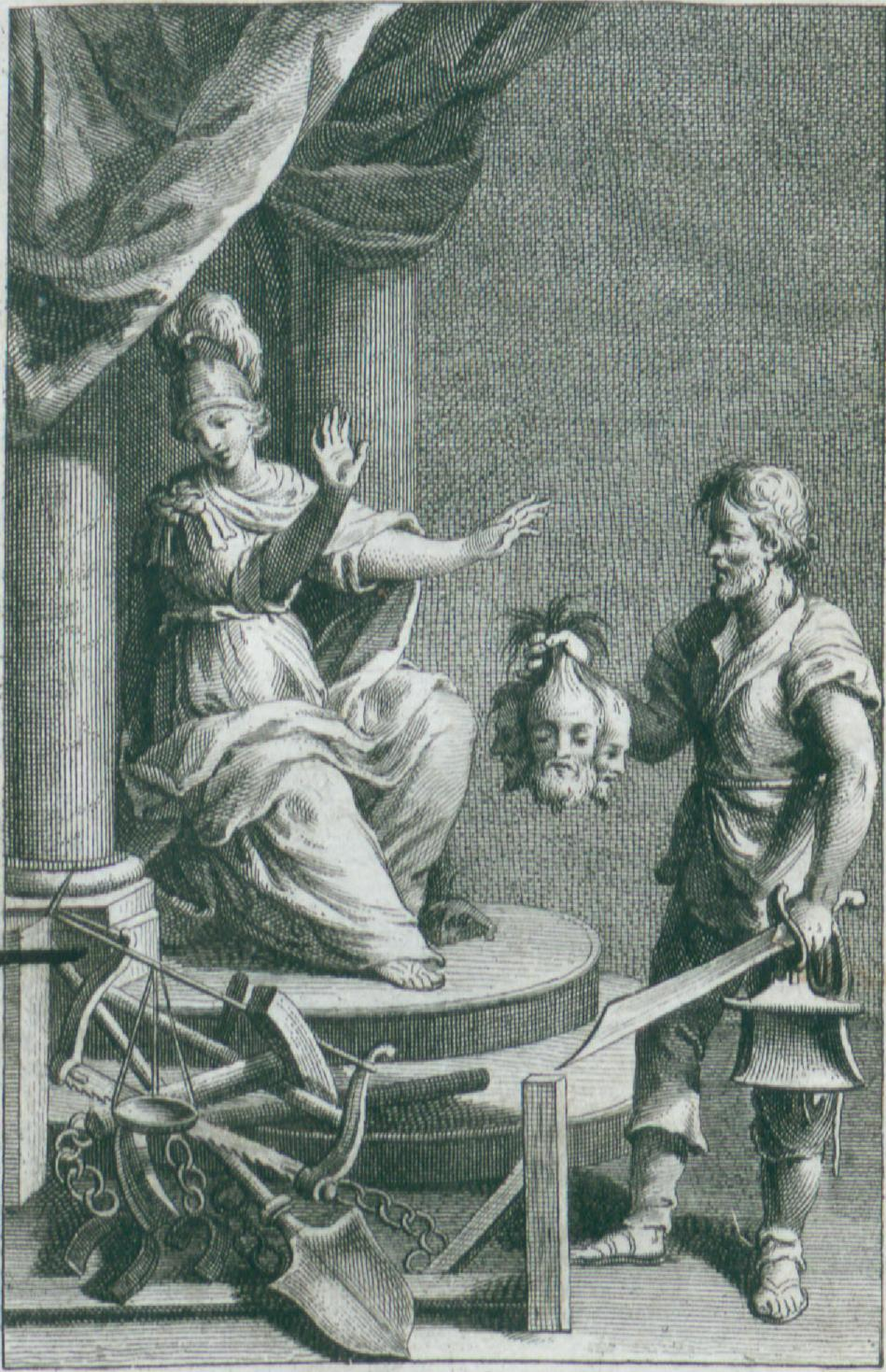
Cesare Beccaria, Dos delitos e das penas

- Orebe (1245 a.C)
- Zeebe (1245 a.C.)
- Marco Túlio Cícero (43 a.C)
- João Batista (27 d.C.)
- Santiago Maior (44 d.C.)
- São Paulo (67 d.C.)
- Cosme e Damião
- Cosroes II (628)
- Conradino da Germânia (1268)
- Thomas Müntzer (1525)
- Tomás Moro (1535)
- Ana Bolena (1536)
- Jorge Bolena (1536)
- Catarina Howard (1542)
- Maria da Escócia (1587)
- Carlos I de Inglaterra (1649)
- Luís XVI de França (1793)
- Maria Antonieta (1793)
- Antoine Lavoisier (1794)
- André Chénier (1794)
- Sante Caserio (1894)
- Daniel Pearl (2002)
- Nick Berg (2004)
- Barzan Ibrahim al-Tikriti (2007)
- James Foley (2014)
- Samuel Paty  (2020)